# Cacao de Costa Rica

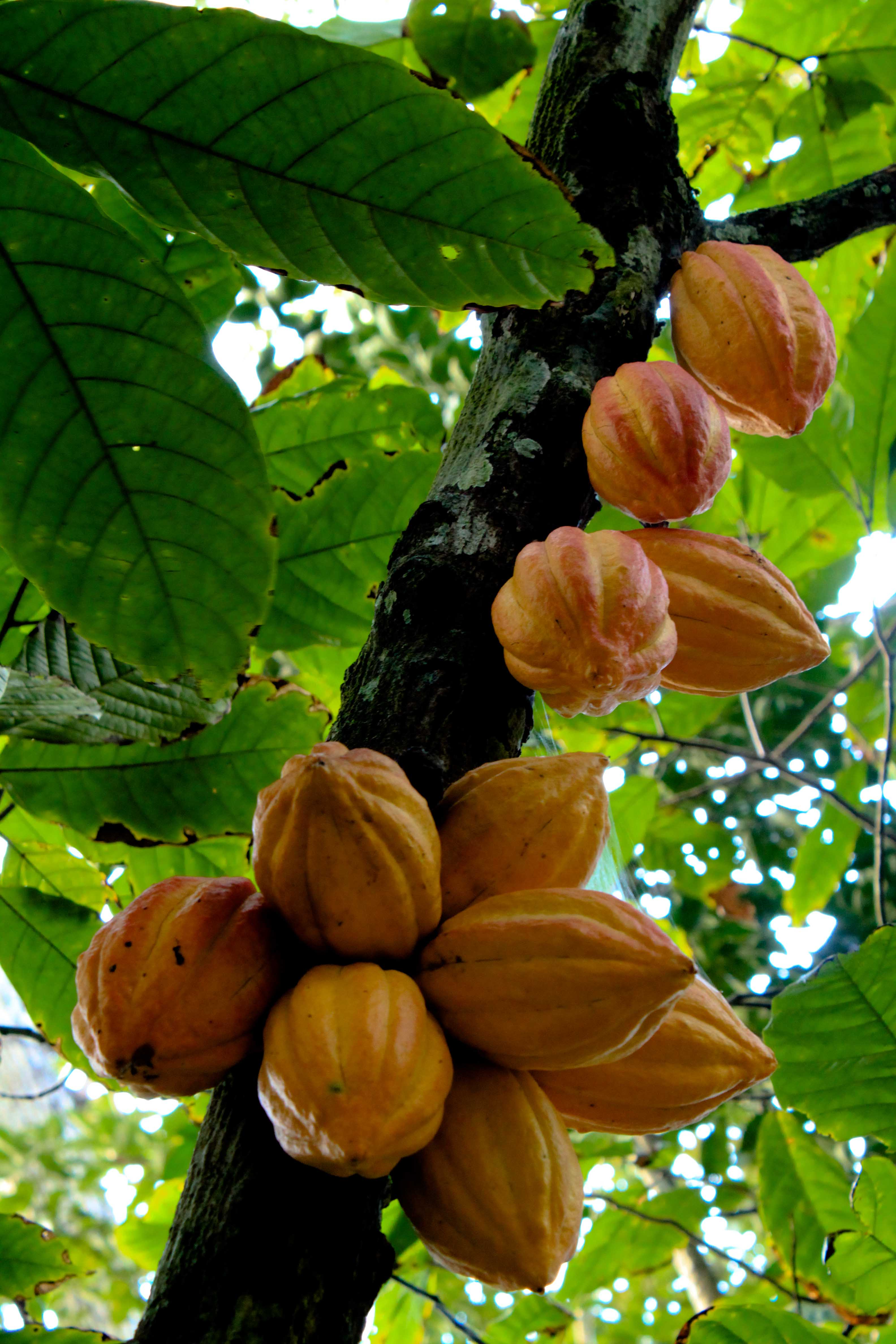
Frutos de cacao en el árbol.

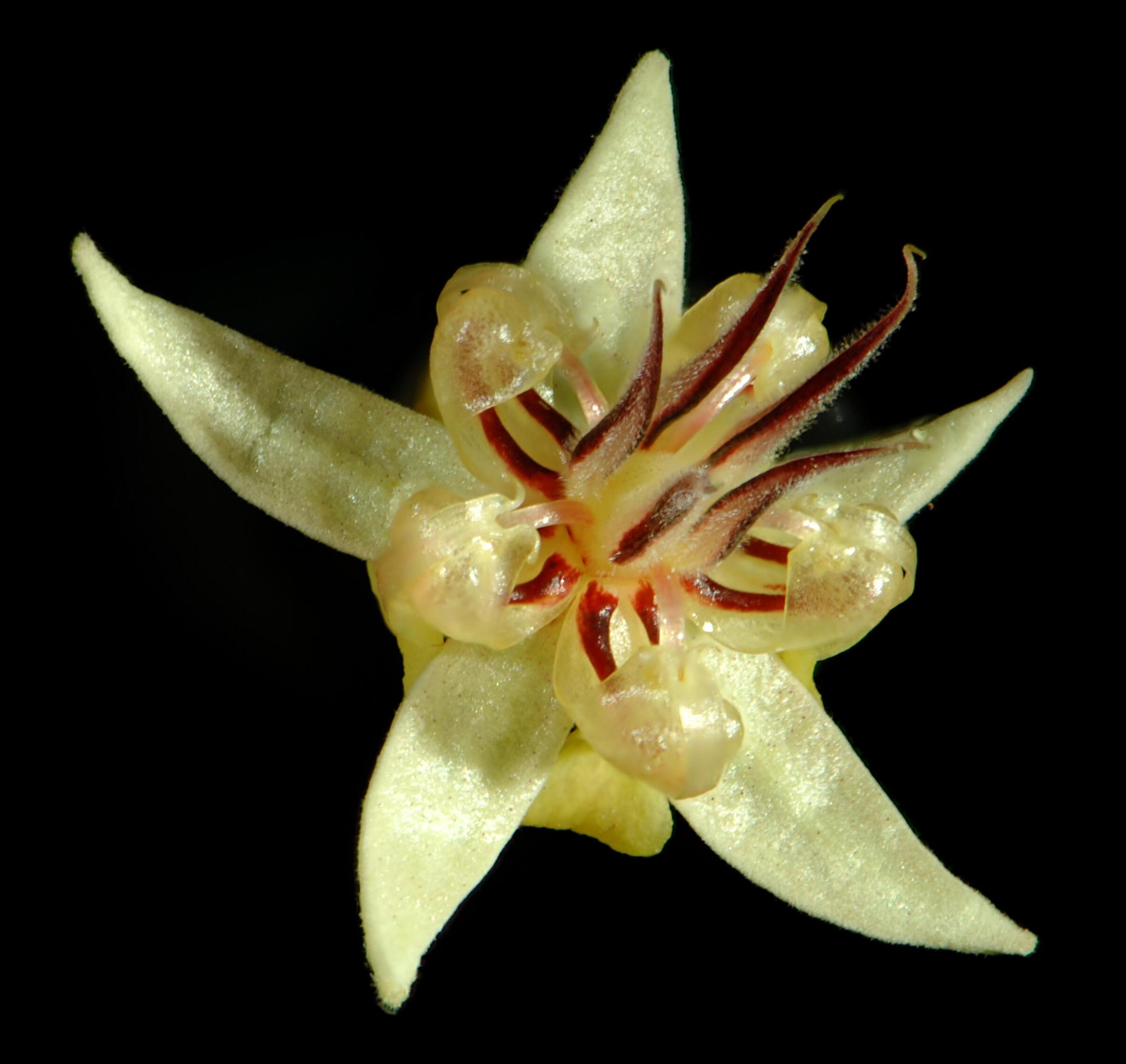
Flor del cacao

El cacao de Costa Rica es junto al café y el banano uno de los importantes productos agrícolas de exportación,  con una significativa incidencia en la economía, cultura e identidad nacional. Su producción representa el 0.0125% del mercado exportador internacional, algo especial ya que de los proveedores mundiales sólo un 3% se puede calificar como gourmet. Theobroma  es nombre científico y significa en griego «alimento de los dioses»; cacao deriva del nahua «cacáhua».

## Apuntes históricos
Los primeros árboles del cacao crecían de forma natural a la sombra de las selvas tropicales de las cuencas del Amazonas y del Orinoco, hace unos 4000 años. Los primeros cultivadores en Centroamérica fueron los habitantes del sitio de Puerto Escondido, en Honduras, alrededor de 1100 a. C.  Entre 600 y 400 a. C. se extendió a Belice también.  A la temporada de la civilización Olmeca, cerca de 900 a. C. es probable que la siembra de cacao fuese extensiva en Mesoamérica.
Estudios realizados por investigadores mexicanos del Instituto Nacional de Antropología e Historia (INAH), de las universidades de Columbia, Arizona, Yale, Wisconsin y Kennesaw, señalan que existen evidencias del consumo de cacao como bebida en el periodo formativo (1900 -900 a. C.), es decir, 800 años antes de lo que se creía hasta ahora.
Los mayas crearon un brebaje amargo el chocolha, hecho de semillas de cacao que consumían exclusivamente los reyes y los nobles y también usado para dar solemnidad a determinados rituales sagrados. El chocolate se usaba con fines terapéuticos. Los médicos mayas prescribían el consumo de cacao tanto como estimulante como por sus efectos calmantes. Los guerreros lo consumían como una bebida reconstituyente, y la manteca de cacao era usada como ungüento para curar heridas.

## El cacao y la cultura costarricense
Un tanto olvidada en el Valle Central ha quedado la influencia del cacao en la conformación de la cultura costarricense, pero su huella en el imaginario colectivo es imborrable, por ser el hilo socioeconómico conductor entre la cultura indígena ancestral y la historia post Colón. Ha aparecido cíclicamente en momentos claves,  normalmente asociado a la zona caribeña y sus culturas predominantes: la indígena y caribeña, ambas con una contribución indiscutible a la cultura nacional.
Durante milenios, cientos de generaciones han sobrevivido a la sombra del cacaotero, los niños han chupado sus semillas para limpiarlas a escondidas de sus padres, los jóvenes han esperado el sol de cada día para secarlas y allí han encontrado sus parejas, los mayores cuidan todos los detalles y ritos para obtener el primer “grano de oro” de Costa Rica.
Antes de la colonización española y no se sabe desde cuándo, la semilla de cacao era usada por los indígenas como medio de cambio, como lo consignó en sus descripciones de la zona de Nicaragua y Costa Rica el conquistador Gonzalo Fernández de Oviedo a inicios del siglo XVI:
"É assi como va madurando la fructa, assi se va enxugando aquella carnosidad que está entre las almendras, é ellas quedan sueltas en aquella caxa, de donde las sacan después é las guardan é tienen el mismo prescio é estimación que los cripstianos é otras gentes tienen el oro é la moneda; porque assi lo son estas almendras para ellos, pues que por ellas compran todas las otras cosas."

En 1709 el gobernador Lorenzo Antonio de Granda y Balbín, declaró las pepitas de cacao como medio oficial y aceptable para el intercambio comercial en todas las circunstancias ya que los habitantes. Un real,  unidad base del sistema monetario español acuñado en plata,  equivalía a dos reales de cacao o sea a ciento sesenta semillas cacao, ya que el real de cacao lo constituían, por lo general, ochenta semillas.
Si bien el cacao fue prohibido como moneda a finales del siglo XVIII, su uso para el trueque continuó aún durante gran parte del siglo XIX, dada su importancia alimenticia y comercial. 
La monetización de la economía costarricense, acelerada por el desarrollo del café y el consiguiente auge económico a partir de la década de 1830, llevó cada vez más al uso de la moneda como medio de cambio, en un contexto caracterizado por un desarrollo importante del mercado interno del aumento del trabajo asalariado. La práctica del trueque, como un mecanismo importante para la obtención de bienes, fue disminuyendo conforme se monetizó la economía en el siglo XIX y se fueron solucionando los problemas de escasez de moneda, hasta el punto de quedar como una práctica ocasional.
Su uso como moneda continuó de hecho hasta finales del siglo XIX, cuatro siglos después de iniciada la colonización y casi un siglo después de la independencia nacional.
Entre 1880 y 1930 se planteó una política oficial de país agroexportador y el cacao tomó especialmente en el Caribe un importante papel socioeconómico. Con la crisis económica occidental del 1929 y la depresión de 1930 y años subsiguientes vinieron a cerrar ese ciclo del modelo agroexportador.

## El cacao en la actualidad

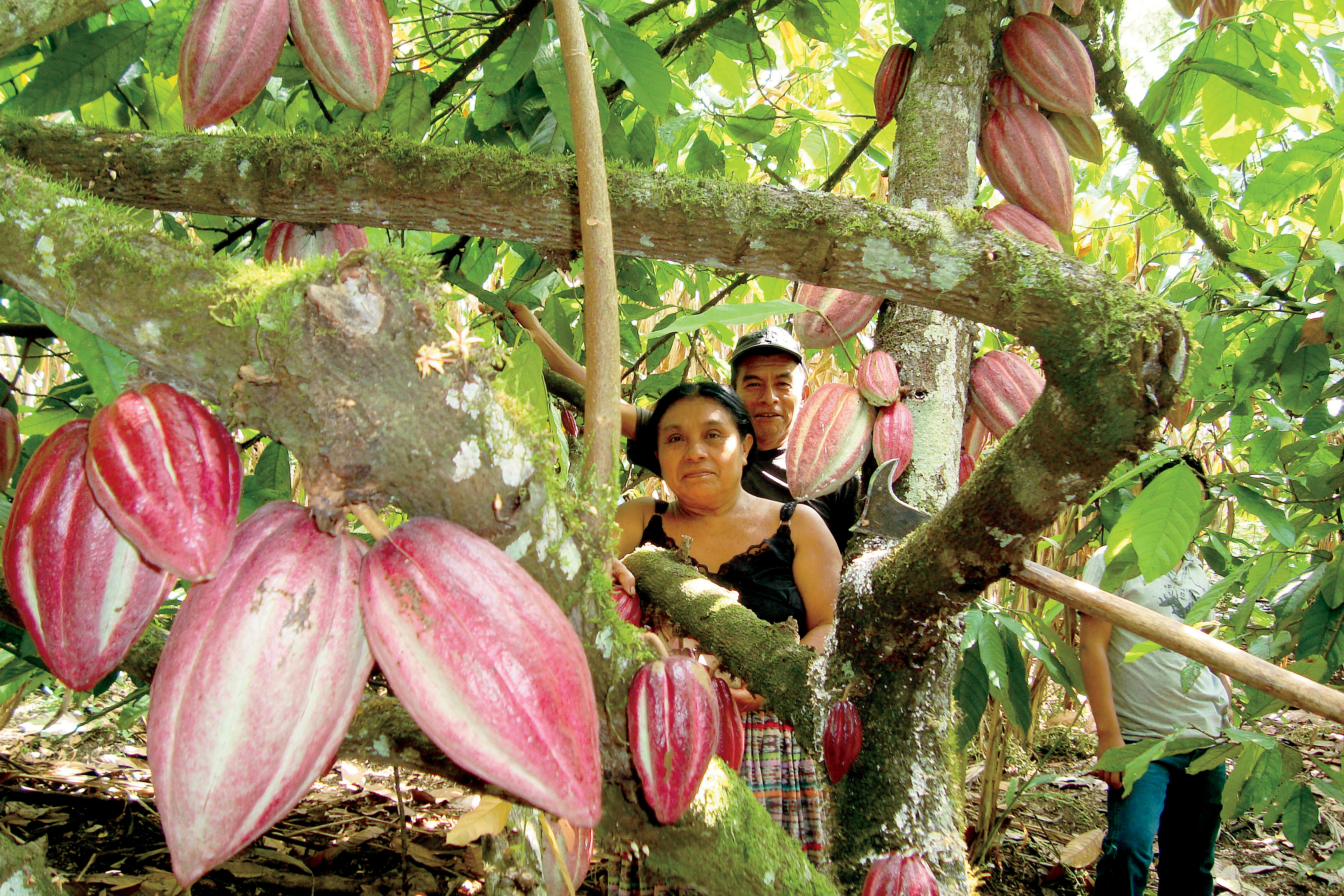
Cacao en finca experimental y educativa del CATIE

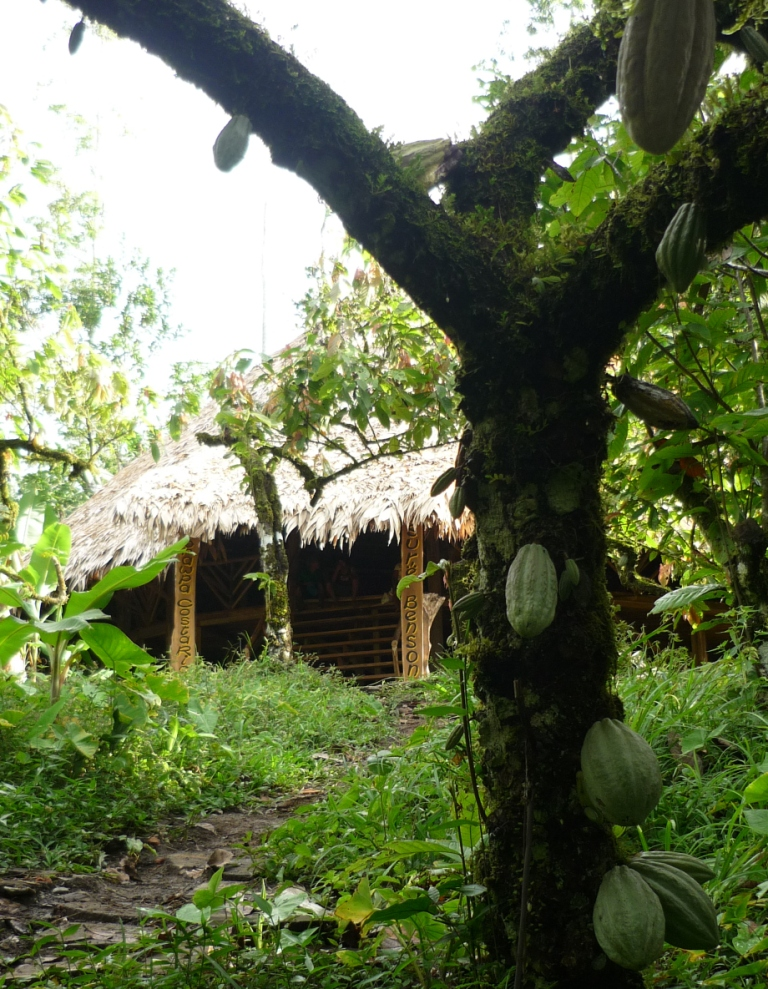
Cacaotal alrededor del Usuré (rancho ceremonial Bribri) en la comunidad indígena de Yorkín, Talamanca, Costa Rica

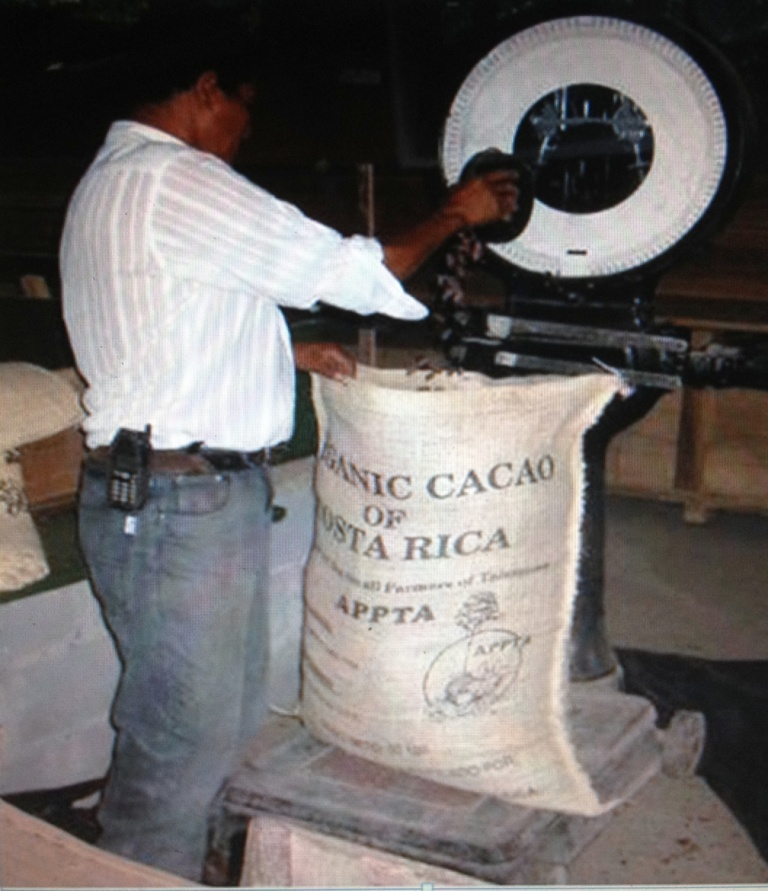
Cacao orgánico procesado hasta el secado y embalado para exportación por Asociación de Pequeños Productores de Talamanca, APPTA, Costa Rica

El cultivo continuó hasta 1979, con la aparición de la monilia del cacao, que dañó los cultivos y produjo una caída en su producción. Alrededor de 1985, con la ayuda del Centro Agronómico Tropical, CATIE, se fortaleció las especies y técnicas agronómicas, y tomó un nuevo auge con la moda de los cultivos orgánicos a partir de lo cual se está posicionando como un producto calidad gourmet, y por tanto llevando recursos frescos a comunidades del Caribe y Talamanca, y en consecuencia reactivando la cultura del cacao. 
A finales de la década de 1980 en el país había tres industrias y doce firmas exportadoras de cacao. Destacan la formación de comercialización alternativa orientada a retribuir mejor al productor utilizando cooperativas, asociaciones de productores, y centros agrícolas cantonales. Entre los demandantes principales figuraban: Costa Rican Cocoa Products, El Gallito Industrial Limitada. Provesa y Hering y Hering.
En 1984 se dio un avance significativo con el inicio del Programa de Fomento Cacaotero. Como apoyo a esa coyuntura en 1988 el Centro de Investigaciones en Tecnología de Alimentos (CITA) estructuró un programa de investigación y transferencia, logrando importantes avances en fermentación, diseño de plantas beneficiadoras y evaluación de calidad. Para 1994 se rehabilitaron 14.000 hectáreas que reactivó la exportación y el consumo local de unas 7.200 TM. Destacan los proyectos de COOPEFRUTA en Quepos, COOPALSUR en Palmar Sur, CEE en Puriscal, UNCASUR en Golfito y ASPROCA en Laurel.
En el año 2007 fue creada CANACACAO por 12 asociaciones y empresas quienes tuvieron la visión para apreciar el potencial que existe en Costa Rica para convertirse en un proveedor reconocido en el mercado mundial de cacao de alta calidad, producido responsablemente en cuanto a estándares sociales y ambientales.
Para el 2013, algunas experiencias individuales con jardines clonales de híbridos altamente productivos y resistentes a enfermedades, tanto en fincas privadas como de centros de investigación oficiales, han obtenido variedades de cacao que resultan ser muy resistentes a enfermedades y productivos bajo condiciones de cultivo “orgánico".  El mercado ha favorecido a través de su preferencia a los cacaos de aroma y orgánicos, beneficiando un repunte importante en los precios y sobreprecios por sus características.
La mayoría de los actuales productores cuentan con dos certificaciones: la social, extendida por Rainforest Alliance, y la orgánica, entregada por la firma Eko-logica.
Las tierras de Costa Rica reúnen muchas de las características óptimas para un exitoso cultivo de cacao de alta calidad, en términos de acidez, humedad, nivel freático y composición. Ante la escasez de actividades económicas que ayuden a elevar la calidad de vida de los habitantes de zonas agrícolas, especialmente actividades que impliquen un bajo impacto sobre el ambiente, la posibilidad de reactivar el cultivo de cacao de alta calidad como alternativa resulta muy relevante. Tal es el caso de la zona de Talamanca, en el Caribe Sur, donde se han desarrollado proyectos productivos en comunidades campesinas e indígenas, combinado el ecoturismo y agroturismo con la producción de cacao y plátano orgánicos. Muchos de estos han contado con la participación de organizaciones no gubernamentales como ANAI y líderes ambientales como Ibo Bonilla y Benson Venegas.
Destaca también la iniciativa de mejorar la producción de cacao y conservar la biodiversidad de la zona de Talamanca en Costa Rica con el Proyecto Conservación de Biodiversidad y Producción Sostenible en pequeñas fincas indígenas productoras de cacao orgánico en el Corredor Biológico Talamanca-Caribe.  En el proyecto participan indígenas de las culturas Bribrí y Cabécar, dos de las más importantes de Costa Rica. El Proyecto Cacao Orgánico y Biodiversidad se desarrolla en forma conjunta por el Centro Agronómico Tropical de Investigación y Enseñanza (CATIE), la Asociación de Pequeños Productores de Talamanca (APPTA), la Asociación de Desarrollo Integral del Territorio Indígena Bribrí (ADITIBRI), la Asociación de Desarrollo Integral del Territorio Indígena Cabécar (ADITICA) y la Comisión de Mujeres Indígenas Talamanqueñas (COMUITA).
El cacao de Costa Rica se encuentra ahora en aeropuertos nacionales e internacionales y tiendas de productos orgánicos y Delicatessen de muchos países y como parte de la oferta de reconocidas marcas como Chocolate Nahua, Brit, Gallito y Nestlé, algunas de las cuales han comprado la tecnología tica de proceso y conservación del cacao, incluso han establecido en el país centros de producción globalizada.
El cacao al igual que las esferas de piedra continúa fuertemente arraigado en el inconsciente colectivo como una conexión viva con las raíces ancestrales, para un tico el sabor del cacao es el sabor de la historia.